# جيمس هاميلتون روس
جيمس هاميلتون روس (بالإنجليزية: James Hamilton Ross)‏ هو سياسي كندي، ولد في 12 مايو 1856 في لندن في كندا، وتوفي في 14 ديسمبر 1932 في فيكتوريا في كندا. حزبياً، نشط في الحزب الليبرالي الكندي. وقد انتخب عضو مجلس الشيوخ الكندي وانتخب عضو مجلس العموم الكندي.